# Tscherga
Tscherga (russisch Черга) ist ein Dorf (selo) im Norden der autonomen Republik Altai, im südwestlichen Sibirien. Es hat 1826 Einwohner (Stand 14. Oktober 2010).

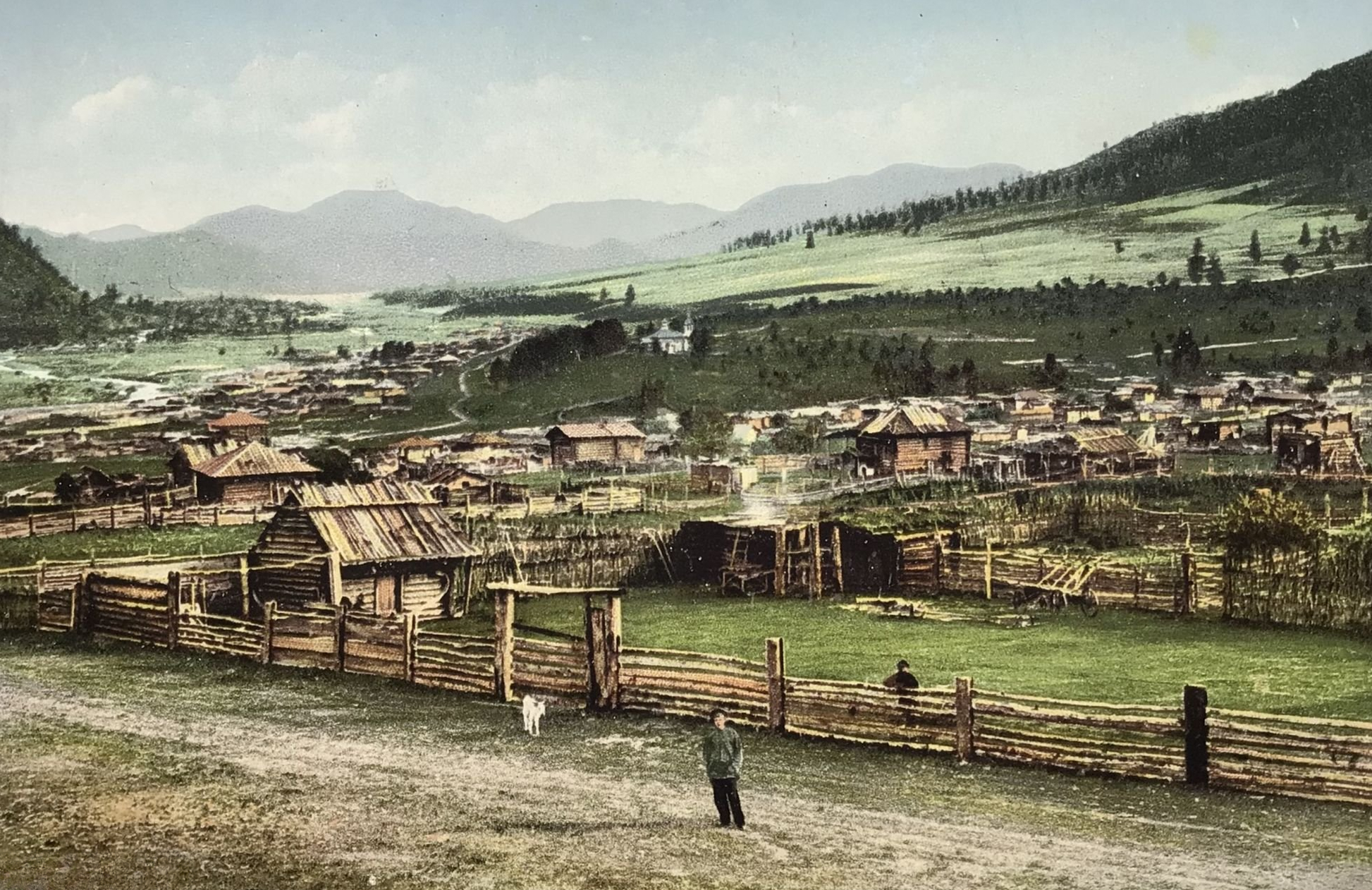
Das Dorf Tscherga zu Anfang des 20. Jahrhunderts

Es liegt an der Sema, einem linken Nebenfluss des Katun, dem linken und größeren Quellfluss des Ob, etwa 50 km südwestlich der Republikhauptstadt Gorno-Altaisk und nördlich von Schebalino. Die wichtigste Straßenverbindung der Region ist die russisch-mongolische Fernstraße M52, die von Nowosibirsk und Gorno-Altaisk kommend nach Süden in den russischen Altai bis zur mongolischen Grenze bei Taschanta hinaufführt. Auf einem Abschnitt südlich von Gorno-Altaisk folgt sie aber nicht mehr dem Fluss Katun, sondern weicht seinem engen Durchbruch im Vorgebirge in ein Nebental aus, wo sie durch Tscherga führt. Dort zweigt von der M52 die Regionalstraße R369 ab, die in nordwestlicher Richtung den bereits in der Region Altai gelegenen Komarski-Pass überwindet und weiter nördlich über Altaiskoje und Sowetskoje bis kurz vor Bijsk der Kamenka folgt.
Der Ort ist Sitz der Landgemeinde Tscherginskoje selskoje posselenije mit insgesamt 1868 Einwohnern (Stand 14. Oktober 2010), zu der außer Tscherga noch das kleine Dorf Barlak (42 Einwohner) gehört.